# Tafunsak
Tafunsak (ou Tahfuhnsahk) est une des quatre municipalités de l'État de Kosrae aux États fédérés de Micronésie, dans la partie orientale des îles Carolines. Elle a fusionné avec l'ancienne municipalité de Walung dans les années 1980[réf. nécessaire]. Elle comprend 2 173 habitants en 2010 sur 42,8 km².

## Géographie

### Démographie
| 1925 | 1930 | 1935 | 1958 | 1967 | 1973 |
| ---- | ---- | ---- | ---- | ---- | ---- |
| 271  | 304  | 365  | 962  | 555  | 981  |

| 1980  | 1986  | 1994  | 2000  | 2010  | - |
| ----- | ----- | ----- | ----- | ----- | - |
| 1 342 | 1 751 | 2 427 | 2 457 | 2 173 | - |